# Георги Димитров (квартал на Кюстендил)
Вижте пояснителната страница за други личности с името Георги Димитров.
„Георги Димитров“ е квартал в град Кюстендил.

## Разположение и граници
Квартал „Георги Димитров“ се намира в северната част на Кюстендил. Разположен е между ул. „Г. С. Раковски“, ул. „Ефрем Каранов“, ул. „Шести септември“ и жп линията София-Гюешево. Устройственият план на квартала е одобрен със Заповед № 1798/1989 г. – за частта от квартала разположена североизточно от ул. „Хаджи Димитър“, и със Заповед № 1326/1993 г. – за частта югозападно от ул. „Хаджи Димитър“.

## Исторически, културни и природни забележителности
- Регионален исторически музей „Акад. Йордан Иванов“ – бул. България № 55 (срещу хотел „Велбъжд“). Археологическата експозиция (зала Асклепий) включва експонати от целия Кюстендилски регион за времето от VII-VI хил. пр. Хр. до XVII в.
- Парк „Езерата“
- Паметник на участниците във Войнишкото въстание – на Гаровия площад.

## Обществени институции и инфраструктура
В квартала преобладава многоетажното жилищно строителство. В квартала се намират Професионалната гимназия по икономика и мениджмънт „Йордан Захариев“, Професионалната гимназия по туризъм „Никола Йонков Вапцаров“, 3-то ОУ „Проф. Марин Дринов“, детски градини, Автогара Кюстендил, ЖП Гара – Кюстендил, хотел „Велбъжд“, РУСО-Кюстендил, ресторант „Езерата“, както и множество търговски обекти.